# Coenotephria apotoma
Coenotephria apotoma là một loài bướm đêm trong họ Geometridae.